# 黃色笑話
黃色笑話，也叫鹹濕笑話、色情笑話、有味笑话、荤笑话、限制級笑話等，即帶有色情成份的笑話。
在社会中，公开說黄色笑话，可能會被当成不礼貌，甚至屬於粗俗的行为。在一些社會中，对非亲密关系的異性讲黄色笑话，更可能被指责为性骚扰；但也有人认为黄色笑话只不过是大众口头發洩、輕鬆的機會，而且对社会的传统道德风俗可能有健康的批评作用。
黃色笑話歷史悠久，非現代產物，自古即有，唐朝詩人李白曾經在唐玄宗天寶元年（742年）供奉翰林。有一次玄宗因酒酣問李白說：「我朝與天后之朝何如？」李白曰：「天后朝政出多門，國由姦幸，任人之道，如小兒市瓜，不擇香味，惟揀肥大者；我朝任人如淘沙取金，剖石採用，皆得其精粹者。」玄宗聽後大笑不止；這很明顯的是一則黃色笑話，恥笑武后雅好巨大陽具面首。《笑林廣記》的《破雨傘》、《張仁封》也是很典型的黃色笑話。
黃色笑話常被藝人用於演藝活動，中国相声裡的黄色笑话也称作“荤段子”、“髒包袱”，在传统相声中很常见。在現代，例如台灣藝人費玉清以講黃色笑話聞名，人稱“秀場黃帝”、“費玉污”，其黃色笑話甚至有錄音帶上市，銷售成果不俗。